# Neugebauer
Neugebauer é uma indústria alimentícia brasileira, sediada no município de Arroio do Meio, estado do Rio Grande do Sul

## História
A Neugebauer é a mais antiga fábrica de chocolates do Brasil, fundada pelos irmãos imigrantes alemães Franz, Ernest e Max Neugebauer, e o sócio Fritz Gerhardt, em setembro de 1891.
Quando o técnico confeiteiro alemão Franz Neugebauer chegou a Porto Alegre, em 1887, conversou com as autoridades municipais e percebeu o interesse que tinham na implantação de novas indústrias. Ele passou então a desenvolver planos para fabricar produtos alimentícios.
Após conseguir o local, um prédio onde antes funcionara uma escola, Franz Neugebauer escreveu a seus familiares na Alemanha, pedindo ao seu irmão Ernest que se especializasse no ramo de confeitaria e de chocolates e ao seu irmão Max que viesse para o Brasil, com a finalidade de iniciarem a indústria.
E assim, Franz e Max Neugebauer, juntamente com o amigo Fritz Gerhardt, fundaram a firma Neugebauer Irmãos & Gerhardt, em 17 de setembro de 1891. O início das atividades enfrentou obstáculos, contudo conseguiram ampliar a produção, principalmente depois da chegada de Ernest ao Brasil, trazendo novas técnicas e aumentando o capital da empresa. Em 1896, com o grande sucesso alcançado, a fábrica expandiu-se e adquiriu mais um prédio e, com a saída de Fritz Gerhardt, mudou a razão social para Neugebauer & Irmãos.
No início do século XX, com o pleno êxito dos negócios, a fábrica já não comportava o aumento das vendas e era preciso crescer mais. Em 1903, adquiriram mais um terreno e deram início a construção do prédio de dois andares, que por muito tempo foi o maior do bairro Navegantes. Nas novas instalações, ampliaram a área industrial e abriram a primeira loja de produtos.
Por volta de 1913, a Neugebauer estava dividida em 10 seções, sendo a fábrica servida por dois motores a vapor, que acionam 30 máquinas e 10 caldeiras próprias para a fabricação de confeitos. Além disso, existiam seções de cartonagem e funilaria, sendo esta última servida por um motor elétrico, que acionava 10 máquinas. O acondicionamento dos confeitos era feito em latas de folha-de-flandres brancas e litografadas, sendo também as caixas de madeira confeccionadas na própria fábrica. Havia cerca de 2000 tipos de drágeas, caramelos, pastilhas, bombons finos, chocolate e biscoitos sendo produzidos. Nessa época a Neugebauer havia sido premiada com grandes prêmios, medalhas de ouro e prata em exposições no Rio Grande do Sul, Estados Unidos, Milão e na Exposição do Rio de Janeiro, com grande prêmio e diversas medalhas de ouro.
A família Neugebauer manteve o controle sobre a empresa até 1982, quando a venderam para o Grupo Fenícia.
Em 1998, foi vendida à Parmalat, que a manteve em seus ativos até setembro de 2002, quando foi novamente alienada, desta vez à Florestal Alimentos, de Lajeado, que exportou seus produtos para países como África do Sul, México, Colômbia, Costa Rica, Omã, Jamaica, Gana, Panamá, República Dominicana, Equador, Israel, Ilhas Fiji e Nova Zelândia.
Em 5 de janeiro de 2010, o Grupo Vonpar, maior engarrafador da Coca-Cola dos estados do Rio Grande do Sul e Santa Catarina, comprou a Neugebauer, criando assim a Vonpar Alimentos, transformando-a numa divisão de alimentos, que engloba as empresas Mu-Mu Alimentos, produtos lácteos e doces, e a Wallerius, que produz balas.
Em 2013, a Neugebauer inaugurou uma nova fábrica no município de Arroio do Meio (RS), unificando a produção de chocolates e doce de leite. Foram adquiridas eficientes tecnologias de fabricação e embalagens. Em 2019, recebeu a Food Safety System Certification - FSSC 22000, que se baseia nas Normas ISO para avaliação e certificação do sistema de gestão da segurança na cadeia de alimentos.

## Linha de produtos
Entre os seus produtos destacam-se o Bombom Amor Carioca, os confeitos Bib's, os tabletes Refeição (lançado na década de 1920) e Stikadinho, as barras Neugebauer Preto e Branco e Napolitano, o doce de leite Mu-Mu.